# Sesbania greenwayi
Sesbania greenwayi là một loài thực vật có hoa trong họ Đậu. Loài này được J.B.Gillett miêu tả khoa học đầu tiên.